# Katharina von Bora
Katharina von Bora (régiesen: Bóra Katalin; Lippendorf, 1499. január 29. – Torgau, Németország, 1552. december 20.) egyházi személy, Luther Márton felesége és hat gyermekük anyja.

## Élete
Azt tartják, hogy anyja Anna Haugwitz volt. Von Bora 1504-től egy bencés kolostoriskolában tanult Brehnában. 1508-tól lakott a Grimma melletti nimbscheni kolostorban, ahol 1515-ben fogadalmat tett. Miután Luther irataiból megtudta, hogy nincs kötelezve kedve ellenére apácának maradni, Luther közbenjárásával és a helyi plébános segítségével 8 másik apácával együtt 1523. április 4-én megszökött a kolostorból. Miután sikerült kijutnia János szász választófejedelem területéről Wittenbergben Luther házában helyezték el. Luther segített kiházasítani a szökött apácákat, de ő maga nem akart megházasodni. Katalin kérőjét hazahívták, ő pedig kijelentette, hogy Lutherhez kíván feleségül menni. Végül Luther elvette feleségül a nála 17 évvel fiatalabb Katharinát. 1525. június 13-án kötött házasságuk általános meglepetést keltett. Luther barátai helytelenítették a házasságot, köztük Melanchthon is, aki „szerencsétlen cselekedetként” értékelte ezt a lépést.
Magát a menyegzőt 1525. június 27-én tartották. Az esküvőn id. Lucas Cranach volt az egyik tanú és első gyermeküknek, Johannesnek a keresztapja is. Von Bora Luthertől nászajándékul megkapta a volt Ágoston-rendi kolostor irányítását. Katharina rendbehozta a családi kasszát, megélhetésként sört főzött, földet bérelt és kosztosokat fogadott.

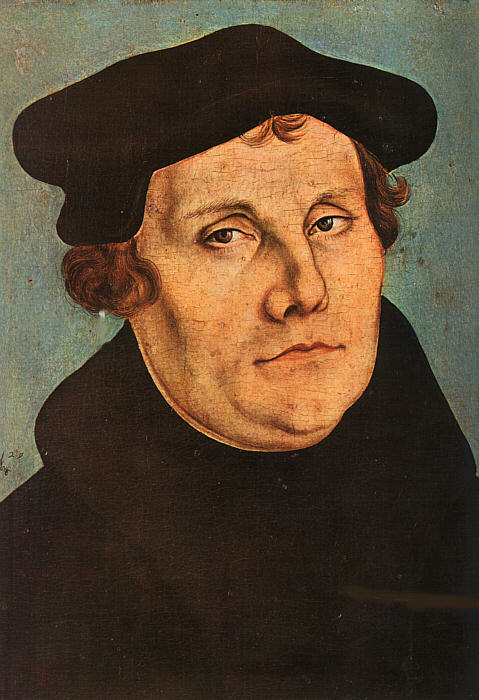
id. Lucas Cranach:
Luther Márton (1529)

Bár Luther nem értett mindenben egyet Katharinával, házasságában nem volt boldogtalan, ezt az is bizonyítja, hogy végrendeletében feleségét összes vagyona egyedüli örökösévé tette. Luther halála (1546. február 18.) után, amikor V. Károly császár elfoglalta Wittemberget, von Bora elhagyta a várost, de már 1548-ban visszatért, és, bár megélhetése nehéznek bizonyult, ott is maradt, míg 1552 nyarán egy pestisszerű betegség arra nem kényszerítette, hogy gyermekeivel együtt Torgauba meneküljön. Itt élt haláláig.

## Gyermekei
- Johannes (Wittenberg, 1526. június 7. – Königsberg, 1575. október 27.)
- Elisabeth (Wittenberg, 1527. december 10. – Wittenberg, 1528. május 4.) Öt hónapos korában meghalt.
- Magdalena (Wittenberg, 1529. május 4. – Wittenberg, 1542. szeptember 20.) Tizenhárom évesen meghalt.
- Martin (Wittenberg, 1531. november 9. – Wittenberg, 1565. március 2.)
- Paul (Wittenberg, 1533. január 29. – Lipcse, 1593. március 8.)
- Margaretha (Wittenberg, 1534. december 17. – Mühlhausen, 1570.) A ma élő Luther-leszármazottak mind Margit utódai.

## Róla szóló könyvek, cikkek
- Stein: Katharina von Bora (1886. 3. kiadás)
- Böhringer: Käte, die Frau Luthers (1887).
- Fabiny Katalin: 500 éve született Bóra Katalin. Lelkipásztor 74 (1999), 139-142.
- Fabiny Katalin: Észrevétlen, de nélkülözhetetlen. 450 éve halt meg Bóra Katalin. Keresztyén Igazság (2002), Nr. 56, 33-38.
- Koch, Ursula: Rózsák a hóban. Bóra Katalin, Luther felesége. Egy bátor asszony élete. (Ford. Fabiny Katalin.) Budapest 1999, Mo. Evangélikus Egyh. Sajtóoszt., 192 o.